# Ngô Miễn Thiệu
Ngô Miễn Thiệu (chữ Hán: 吳勉紹, 1498 hay 1499 - 1556) là chính trị gia thời Lê - Mạc trong lịch sử Việt Nam. Ông cũng là một tiến sĩ Nho học, đỗ Trạng nguyên đời vua Lê Chiêu Tông.

## Tiểu sử
Ông sinh tại xã Tam Sơn, huyện Đông Ngàn, phủ Từ Sơn, trấn Kinh Bắc (nay thuộc phường Tam Sơn, thành phố Từ Sơn, tỉnh Bắc Ninh). Ông thuộc dòng dõi họ Ngô tại xã Tam Sơn.
Về năm sinh của Ngô Miễn Thiệu, nhiều tài liều đều thống nhất chép Ngô Miễn Thiệu sinh năm 1499.
Ông đỗ trạng nguyên khoa Mậu Dần, niên hiệu Quang Thiệu thứ 3 (1518) đời vua Lê Chiêu Tông. Sau khi đỗ đạt, ông giữ các chức quan như Thượng thư Bộ Lại kiêm Đô ngự sử, Chưởng Hàn lâm viện sự, Nhập thị Kinh diên và tước Lý Khê bá. Sử không chép rõ về các đóng góp và hoạt động của ông vào thời điểm khủng hoảng dưới triều vua Chiêu Tông với sự trỗi dậy của thế lực Mạc Đăng Dung. 
Sau khi nhà Lê mất hẳn về tay họ Mạc, ông ra làm quan cho nhà Mạc và giữ các chức quan như Thượng thư Bộ Lễ, Đông các Đại học sĩ, Ngự sử đài Đô Ngự sử, Hàn lâm viện Thị thư và thăng Trình Khê hầu.

## Về gia tộc họ Ngô ở Tam Sơn
Ngô Miễn Thiệu thuộc dòng dõi họ Ngô tại xã Tam Sơn, với Thủy tổ họ là ông Ngô Hải Sơn. Theo cả 6 bản phả của họ Ngô Tam Sơn, với bia đá sớm nhất là Bia đá dựng tại từ đường họ Ngô Đông Đồ từ năm Giáp Dần 1854, thời Tự Đức, và Đông Đồ Ngô gia phả ký thì ông Ngô Hải Sơn sinh Thiền Nho. Thiền Nho sinh Quân Hiên, Quân Hiên sinh Ngô Luân và Ngô Thầm. Ngô Luân đỗ tiến sĩ năm Ất Mùi đời Hồng Đức (1475); còn Ngô Thầm sinh Ngô Miễn Thiệu. Họ Ngô Tam Sơn xác định Ngô Hải Sơn chính là Ngô Khế, nên ngày trước mộ chí ngôi mộ Thủy tổ họ Ngô Tam Sơn ở xứ Lưỡng Ban thôn Tam Sơn ghi rõ: Thanh Quốc công tổ mộ thần táng. Thanh Quốc công Ngô Khế (1426-1514) là con trai thứ Dụ Vương Ngô Từ (ông ngoại vua Lê Thánh Tông) hiện mộ tại quê Động Bàng (Đồng Phang) xã Định Hòa huyện Yên Định tỉnh Thanh Hóa. Như vậy, thủy tổ họ Ngô Tam Sơn (có mộ tại Tam Sơn) là con trai Ngô Khế chứ không phải Ngô Khế.
Cũng có những tranh cãi rằng vì Ngô Luân đỗ Tiến sĩ năm 1475, tức là khi ông 50 tuổi nên không thể có huyền tôn (cháu 4 đời) đỗ tiến sĩ được. Ngô Luân cũng không thể là tằng tôn (cháu 3 đời) Ngô Khế. Giả định (tuy không thực tế) 4 đời liền họ Ngô Tam Sơn khi lên 16 tuổi thế hệ trước sinh ra thế hệ kế tiếp thì tính ra được năm sinh tương đối của Ngô Luân là 1474 (1426 + 3 x 16 = 1474). Thế thì, đến năm 1475, Ngô Luân mới lên 1 tuổi không thể đỗ tiến sĩ được. Điều đó, có nghĩa là Ngô Luân phải là cháu nội Ngô Khế mới đúng. 
Tóm lại, từ Ngô Hải Sơn - Ngô Khế đến Ngô Luân thừa ra 1 đời đó là Thiền Nho, tức là thủy tổ họ Ngô Tam Sơn (người sinh sống và có mộ tại Tam Sơn) là Quân Hiên. Bản phả (dòng thứ) họ Ngô Tam Sơn do Ngô Hữu (Ngô Hữu là lai tôn tức cháu 6 đời của Ngô Miễn Thiệu) biên soạn năm Chính Hòa 12 (1691) chép Thủy tổ họ Ngô Tam Sơn là Ngô Quân Hiên.
Phả họ Ngô Tam Sơn (do ông Ngô Đình Uyển giữ) ghi chép rất chi tiết thời gia dầu vị Thủy tổ họ Ngô Tam Sơn khi lánh về đây đã tá túc một thời gian dài tại chùa Cảm Ứng, một ngôi chùa rất nổi tiếng được xây dựng từ thời Lý, trong thôn Tam Sơn. 
Có thể vì thế mà Ngô Quân Hiên có tên hiệu là Thiền Nho chăng. Về Ngô Quân Hiên, Đỗ Trọng Vỹ trong "Bắc Ninh dư địa chí biên soạn trong thời Tự Đức (1848-1883)" cho biết: “Ngô Quân Hiên, người xã Tam Sơn, huyện Đông Ngàn làm quan nhà Lê không rõ đời nào đến Đô chỉ huy sứ, tặng Thái bảo, không rõ sự trạng”. 